# Kuşalanı, Samandağ
Kuşalanı là một thị trấn thuộc huyện Samandağ, tỉnh Hatay, Thổ Nhĩ Kỳ. Dân số thời điểm năm 2011 là 5.425 người.